# Dalsnatten
Koordinaten: 72° 31′ S, 0° 30′ O
Der Dalsnatten (norwegisch für Talfels) ist ein Felsvorsprung im ostantarktischen Königin-Maud-Land. Er ragt auf der Ostseite des Skarsdalen in der Sverdrupfjella auf.
Erste Luftaufnahmen der Formation entstanden bei der Deutschen Antarktischen Expedition (1938–1939). Norwegische Kartografen, die auch die deskriptive Benennung des Felsens vornahmen, kartierten ihn anhand von Vermessungen und Luftaufnahmen der Norwegisch-Britisch-Schwedischen Antarktisexpedition (1949–1952) sowie Luftaufnahmen der Dritten Norwegischen Antarktisexpedition (1956–1960).